# Reprezentacja Korei Północnej w piłce siatkowej mężczyzn
Reprezentacja Korei Północnej w piłce siatkowej mężczyzn – narodowa reprezentacja tego kraju, reprezentująca go na arenie międzynarodowej.
Jak do tej pory zespół nie zdobył medalu na Mistrzostwach Azji. Reprezentacja dwukrotnie brała udział w Mistrzostwach Świata, jednak starty te miały miejsce dość dawno (w 1962 i 1970 roku).

## Występy naMistrzostwach Świata
- MŚ '49-'60 - n/s
- MŚ '62 - 13. miejsce
- MŚ '68 - n/s
- MŚ '70 - 9. miejsce
- MŚ '74-'06 - n/s